# Paolo Marella
Paolo Marella (25 de janeiro de 1895 - 15 de outubro de 1984) foi um cardeal italiano da Igreja Católica Romana. Ele serviu na Cúria Romana depois de uma carreira como delegado da Santa Sé, e foi elevado ao cardinalato em 1959.

## Biografia
Marella nasceu em Roma, filho de Luigi e Vincenza (née Baldoni) Marella, e estudou no Pontifício Seminário Romano e na Universidade La Sapienza. Foi ordenado sacerdote pelo Dom Basilio Cardeal Pompilj em 23 de fevereiro de 1918 e, posteriormente, continuou seus estudos enquanto fazia trabalho pastoral em Roma até 1922.
De 1922 a 1924, Marella foi funcionária da Sagrada Congregação para a Propagação da Fé na Cúria Romana. Ele foi elevado ao posto de Privado Chamberlain de Sua Santidade em 9 de janeiro de 1923, e mais tarde Prelado Nacional de Sua Santidade em 5 de abril de 1933. Ele então serviu como auditor (1924-1933) e encarregado de negócios (fevereiro a setembro de 1933) da Delegação Apostólica para os Estados Unidos.
Em 15 de setembro de 1933, Marella foi nomeada arcebispo titular de Doclea pelo Papa Pio XI. Ele recebeu sua consagração episcopal no dia 29 de outubro seguinte do cardeal Pietro Fumasoni Biondi, com os arcebispos Carlo Salotti e Domenico Spolverini servindo como co-consagradores, na capela do Collegio de Propaganda Fide em Roma. Marella foi nomeada Delegada Apostólica para o Japão no dia seguinte, em 30 de outubro. Em 1942, quando o Vaticano aceitou de fato relações diplomáticas com o Japão, Marella recebeu "privilégios diplomáticos completos". Ele foi feitoDelegado Apostólico na Austrália, Nova Zelândia e Oceania em 27 de outubro de 1948.
Também na década de 1940, Marella foi enviada para a França como um agente do Papa Pio XII, quando ele pretendia acabar com o movimento obreiro-padre que o papa acreditava que o cardeal Emmanuel Célestin Suhard vinha apoiando apesar de seus protestos. Embora a morte de Suhard em 1949 tenha facilitado enormemente a tarefa de Pio, não foi até que Marella sucedeu ao arcebispo Angelo Roncalli (o futuro Papa João XXIII) como núncio na França em 15 de abril de 1953 que a repressão foi completada.
O Papa João XXIII criou-o cardeal in pectore (secretamente) em 14 de dezembro de 1959 e anunciou-o publicamente como Cardeal-Sacerdote de Santo André do Fratte no consistório de 28 de março de 1960. Nomeado Arcipreste da Basílica de São Pedro e Prefeito do Sagrado Congregação do Tecido da Basílica de São Pedro em 14 de agosto de 1961, Marella participou do Concílio Vaticano II de 1962 a 1965 e foi um dos cardeais eleitores que participaram do Conclave de 1963, que elegeu o Papa Paulo VI.
Ele atuou como legado papal na inauguração do pavilhão do Vaticano na Feira Mundial de Nova York em 20 de fevereiro de 1964, presidindo a inauguração da Pietà e apresentando o cardeal Francis Spellman com um broche de topázio usado por Pio XII como um presente do papa Paulo. Marella voltou para casa com quatro doutorados honorários, incluindo um da Universidade Católica da América, que proibiu quatro teólogos liberais de fazerem palestras no ano anterior, para os quais o cardeal conservador Marella elogiou a universidade.
Tornou-se presidente do Secretariado para os Não-Cristãos em 19 de maio de 1964 e novamente serviu como legado papal, para a celebração do oitavo centenário da construção da Catedral de Notre-Dame em Paris (27 de maio de 1964), para a celebração do centenário da chegada dos primeiros missionários católicos no Japão em Tóquio (12 de janeiro de 1965) e ao Congresso Nacional da Confederação da Doutrina Cristã em Pittsburgh (28 de agosto de 1966).
Em 1970, Marella serviu como representante papal para a Expo '70 em Osaka. Sua carreira, em seguida, acabou durante a década de 1970, e ele renunciou a sua presidência do Secretariado no final de fevereiro de 1973, enquanto dois anos depois ele perdeu o direito de votar em um conclave papal em atingir oitenta. De 12 de dezembro de 1977 até sua morte, Marella foi vice-decano do Colégio dos Cardeais.

## Link externo
- Biography